# 藤倉修一
藤倉 修一（ふじくら しゅういち、1914年〈大正3年〉3月12日 - 2008年〈平成20年〉1月11日）は、日本のアナウンサー、放送評論家。
昭和中期のラジオ全盛期にNHKに勤務し、第1回NHK紅白歌合戦の白組司会を務めたことで知られる。

## 略歴
東京都大田区出身。家は御徒町で綿布問屋を営んでいた。常陸山谷右エ門を親類に持ち、幼時から相撲を愛好して育つ。法政大学卒業後の1940年、奢侈品等製造販売制限規則が公布されたため綿布問屋を継ぐことを諦め、NHKに放送員（アナウンサー。ただし、当時のアナウンサーは取材や企画などの担当を兼任していた）として入局。東京中央放送局を経て、1941年から1943年にかけて福島放送局に勤務。
1945年より、ラジオ番組『街頭にて』（のちの『街頭録音』）の専属インタビュアーとなる。マイクを避ける人々を柔和な語り口で呼び止める様子などが反響を呼ぶ。1947年4月22日放送分では、有楽町付近にいた「闇の女（街娼、パンパン）の声」を取材して話題となった。同年、日本のドキュメンタリー番組の先駆けである『社会探訪』（『世相録音』から改称）を担当。
同年11月から司会を担当したクイズ番組『二十の扉』が人気を博し、回答者が問題に正解した際に藤倉が発する「ご名答」は流行語となった。この間、第1回NHK紅白歌合戦（1951年）、第2回NHK紅白歌合戦（1952年）の白組司会などを担当。
1952年末から1954年にかけて英国放送協会（BBC）に出向。イギリス赴任中にエリザベス2世女王戴冠式中継（1953年）の実況を担当した。帰国後、1958年に公開された『皇太子殿下 世紀のご成婚』（日活と毎日映画社が制作した記録映画）では、「NHKアナウンサー」としてナレーターを務めた。
1970年にNHKを定年退職後は、民放の番組へ出演したり、NHKの後輩・高橋圭三が学園長を務めるアナウンス学園（渋谷区）で校長を務め、後進の育成に尽力したりした。
2008年1月11日午後4時53分、心不全のため死去。93歳没。葬儀は19日に近親者のみで済ませ、公表されたのは22日であった。

## エピソード
- 福島時代、飛行場でのイベントの実況放送中、グライダーが目の前で空中分解した事故を起こし、そのまま伝えたところ、「航空機の事故は当局発表のもの以外、いっさい放送禁止になっているが、その禁令を犯した」として、隣席にいた逓信省の放送監督官によって放送を打ち切られ（当時は監督官が逐次番組内容をチェックし、逸脱した場合は放送中止を強制できる決まりだった。放送禁止事項参照）、自宅謹慎命令が下ったが、顔見知りだった福島連隊区司令官が「グライダーにはエンジンがないから、航空機に該当しない」と主張したため、不問に付された[2]。
- 双葉山定次が引退した1945年6月の夏場所は非公開（招待された少数の傷痍軍人を除く）・放送なしで行われたが、藤倉はこの場所の海外向け短波放送のための実況を担当した[1]。短波放送は一般向け受信機が一切流通しておらず、もっぱら対外謀略のためのみに使われており、この実況中継は日本国内が平静であることを海外に向けて宣伝するためのプロパガンダであった。大相撲放送の実況アナウンサーを念願していた藤倉は、願いが皮肉な形で実現したことについて「悲しいピエロみたいなもの」と述懐している[1][6]。

## 出演番組
- 街頭録音
- 二十の扉（1947年）
- 即興劇場（1954年）
- 世界みたまま（1958年）
- 陽気な休憩室（1960年）
- あなたの記憶（1960年）
- セキスイトークロータリー おとなの学校

## 著書
- 『マイク餘談』隆文堂、1948年5月15日。NDLJP:2461307。
- 『マイクとともに』講談社、1952年3月30日。NDLJP:1659754。
- 『マイク交友録 : ぶっつけ本番のアナ人生敢闘記』普通社〈Rigeon Books〉、1963年1月30日。NDLJP:2498998。
- 『会議・行事の司会術入門』日本実業出版社、1978年。（1994年再刊）
- 『マイク人生うらおもて』エイジ出版、1982年5月11日。NDLJP:12259855。